# Ga đại học Kasetsart BTS

Biển hiệu ga Đại học Kasetsart

Ga Đại học Kasetsart (tiếng Thái: สถานีมหาวิทยาลัยเกษตรศาสตร์, RTGS: Sathani Maha Witthayalai Kasetsat, phát âm [sā.tʰǎː.nīː mā.hǎː wít.tʰā.jāː.lāj kā.sèːt sàːt]) là một ga BTS Skytrain, trên Tuyến Sukhumvit ở Bangkok, Thái Lan nằm ngay trường Đại học Kasetsart khuôn viên Bangkhen. Nó là ga cuối phía Bắc của tuyến Sukhumvit từ ngày 4 tháng 12 năm 2019 cho đến khi kéo dài thêm 4 nhà ga hướng đến Wat Phra Sri Mahathat vào ngày 5 tháng 6 năm 2020.
Hằng năm lượng hành khách đạt đỉnh điểm vào lúc mở ra Hội chợ Kaset Fair trong khuôn viên trường Đại học Kasetsart với tổng 676.571 hành khách sử dụng nhà ga này từ ngày 3-10 tháng 2 năm 2023.